# Rycerze na motorach
Rycerze na motorach (tytuł oryg. Knightriders) – amerykański film fantastycznonaukowy w reżyserii George’a A. Romero z roku 1981.

## Obsada
- Gary Lahti – Alan
- Tom Savini – Morgan
- Amy Ingersoll – Linet
- Patricia Tallman – Julie
- Stephen King – Hoagie Man
- Ed Harris – Billy
- John Amplas – Whiteface
- Ken Foree – Mały John